# Rwake
Rwake ist eine US-amerikanische Sludge-Band aus Little Rock, Arkansas, die im Jahr 1996 unter dem Namen Wake gegründet wurde.

## Geschichte
Die Band wurde im Jahr 1996 unter dem Namen Wake gegründet und bestand aus dem Sänger Chris Terry, den Gitarristen Chuck Schaaf und Gravy, dem Bassisten Reid Raley, B (Moog-Synthesizer, Gesang, Samples) und dem Schlagzeuger Jeff Morgan. Im September 1997 nahm die Band ihre ersten Lieder auf, woraufhin etwas später das erste Demo Xenoglossalgia: The Last Stage of Awareness folgte. Zudem hielt die Band ihre ersten Auftritte ab und spielte dabei auch außerhalb von Arkansas. Im Dezember 1999 nahm die Band ihr Debütalbum unter der Leitung von Steve Austin (Today Is the Day) auf. Das Album wurde jedoch kaum vertrieben, sodass es hauptsächlich während Touren als selbsterstellte CD-R verteilt wurde. In den folgenden Jahren hielt die Band diverse Auftritte ab und arbeitete zudem an neuen Liedern. Im Jahr 2002 nahm die Band das Album Hell Is the Door to the Sun auf, das im selben Jahr über Retribute Records erschien. Zur Veröffentlichung des Albums folgte eine Tour durch Nordamerika zusammen mit Alabama Thunderpussy. Im Jahr 2004 begab sich die Band in die Volume Studios mit dem Produzenten Sanford Parker von der Band Minsk, um das nächste Album If You Walk Before You Crawl You Crawl Before You Die, das über At A Loss Recordings erschien. Es folgten Auftritte zusammen mit Weedeater, Mastodon, High on Fire, The Hidden Hand und Meatjack. Im Januar 2006 unterzeichnete die Band einen Vertrag bei Relapse Records. Daraufhin spielte die Band auf dem SXSW Music Festival, ehe sie sich erneut in Parkers Volume Studios begab, um das Album Voices of Omens aufzunehmen. Das Album erschien im Februar 2007, ehe die Band im April zusammen mit Minsk auf Tour ging. Den Rest des Jahres sowie im Jahr 2008 ging die Band auf Welttournee. Im Jahr 2011 erschien über Relapse Records das Album Rest. Im Mai 2015 veröffentlichte die Band über dasselbe Label eine von Brad Boatright neu gemasterte Version ihres ersten Demos Xenoglossalgia: The Last Stage of Awareness.

## Stil
Nach laut.de bewege sich die Band im Doom-Metal- und Sludge-Bereich und zog Vergleiche zu Bands wie EyeHateGod und Buzzov•en. Robert Müller vom Metal Hammer ordnete die Musik auf Voices of Omens den beiden Genres zu und stellte Einflüsse von Bands wie Neurosis und EyeHateGod fest. Auch Thorsten Zahn vom selben Magazin ordnete das Album Rest dem Sludge und Doom Metal zu und beschrieb die Musik als „Riffstrudel aus Neurosis, Iron Maiden und den Melvins“. Der Gesang von Sängerin B sei markerschütternd, wobei die Lieder, die die Zehn-Minuten-Marke sprengen würden, nichts für Zwischendurch seien.

## Diskografie
- 1998: Xenoglossalgia: The Last Stage of Awareness (Demo, Eigenveröffentlichung)
- 1999: Absence Due to Projection (Album, Eigenveröffentlichung)
- 2002: Hell Is a Door to the Sun (Album, Retribute Records)
- 2004: Sloth / Rwake (Split mit Sloth, Shifty Records)
- 2004: If You Walk Before You Crawl You Crawl Before You Die (Album, At A Loss Recordings)
- 2007: Voices of Omens (Album, Relapse Records)
- 2011: Rest (Album, Relapse Records)
- 2012: Forge (Single, Handshake Inc.)
- 2015: Xenoglossalgia: The Last Stage of Awareness (Album, Relapse Records)